# 고남패총박물관
고남패총박물관은 충청남도 태안군 고남면 고남리 소재의 박물관이다.

## 개요
신석기시대를 대표하는 패총의 역사를 한눈에 살필 수 있는 박물관으로, 멀리 서해 갯벌이 내려다보이는 태안군 고남리에 위치하고 있다. 패총은 석기시대 사람들이 먹고 버린 조개껍질이 쌓여 만들어진 유적으로 그 시대의 생활상을 엿볼 수 있는 중요한 곳이다. 이 박물관에는 패총에서 발견된 신석기 시대 빗살무늬토기, 청동기시대 무문토기와 석기 등 선사시대 유물 470여점이 전시되고 있으며, 디오라마를 통하여 더욱 실감나게 보여준다. 역사실에는 원삼국시대에서 고려시대까지 유물 22점, 영상실에는 태안군의 문화재를 사진과 영상으로 소개한다. 체험학습실에서는 무문토기편을 비롯한 기와, 산수문전 등을 이용한 탁본을 직접 해볼 수도 있다.